# Ryżoszczur krótkoogonowy
Ryżoszczur krótkoogonowy (Sigmodontomys alfari) – gatunek ssaka z podrodziny  bawełniaków (Sigmodontinae) w rodzinie  chomikowatych (Cricetidae).

## Zasięg występowania
Ryżoszczur krótkoogonowy występuje w skrajnie wschodnim Hondurasie, Nikaragui, Kostaryce, Panamie, zachodniej i środkowej Kolumbii, północno-zachodniej Wenezueli i zachodnim Ekwadorze

## Taksonomia
Gatunek i rodzaj po raz pierwszy naukowo opisał w 1897 roku amerykański zoolog Joel Asaph Allen. Opis ukazał się w czasopiśmie Bulletin of the American Museum of Natural History. Jako miejsce typowe odłowu holotypu Allen wskazał Jiménez na wysokości 700 stóp, 3 mile na wschód od Guápiles, w prowincji Limón w Kostaryce. Holotypem był samiec (skóra i kości) pochodzący z kolekcji kostarykańskiego archeologa i zoologa Anastasio Alfaro.
Tradycyjnie do rodzaju Sigmodontomys należał ryżoszczur długoogonowy jednak badania Pine’a i współpracowników z 2012 roku przenoszą ryżoszczura długoogonowego do odrębnego rodzaju Tanyuromys.

### Etymologia
- Sigmodontomys: rodzaj Sigmodon Say & Ord, 1825 (bawełniak); μυς mus, μυός muos „mysz”[12].
- alfari: Anastasio Alfaro (1865–1951), kostarykański archeolog, geolog, etnolog i zoolog[2].

## Morfologia
Długość ciała (bez ogona) 120–172 mm, długość ogona 140–190 mm, długość ucha około 19 mm, długość tylnej stopy 34–37 mm; brak szczegółowych danych dotyczących masy ciała.